# Verdachtstaster
Der Verdachtstaster oder auch Einzelbildtaster ist Teil einer optischen Raumüberwachungsanlage, welche vornehmlich in Banken und Sparkassen anzutreffen ist.
Durch den Verdachtstaster können Bilder über verdächtige Aktivitäten im Kundenraum und am Geldschalter aufgenommen werden. Hierbei wird kein Alarm ausgelöst, wie es beim Überfallmelder der Fall ist. 
Der Verdachtstaster sollte außer Sicht von Kunden montiert sein und eindeutig vom Überfallmelder unterscheidbar sein.   
Kassenräume von Banken und Sparkassen und die Zugänge von Spielcasinos und Spielhallen müssen nach § 6 UVV „Kassen“ und § 6 UVV „Spielhallen“ mit optischen Raumüberwachungsanlagen ausgestattet sein. Die Aufzeichnungen dieser Anlage müssen gemäß Ziffer 3.3., Absatz b der „Installationshinweise für Optische Raumüberwachungsanlagen“ die Möglichkeit haben, gesonderte Verdachtsaufzeichnungen vorzunehmen. Diese müssen gegen versehentliches Löschen gesichert sein.
Um die Geschichte eines Überfalls festzuhalten, muss die Videoanlage mindestens 15 Minuten lang Videobilder ohne Auslösung der Überfallmeldeanlage aufzeichnen. Mit der Alarmauslösung oder eben dem Betätigen des Verdachtsschalters muss für mindestens weitere 15 Minuten eine Aufzeichnung erfolgen.
Sehr viele Kreditinstitute und Spielhallen zeichnen Bilder der Überwachungsanlagen zwischenzeitlich fortlaufend auf Festplatten bzw. Servern auf. Diese Sicherungen werden in der Regel erst nach ein paar Tagen überschrieben, weshalb auch ohne Auslösung eines Verdachtstasters eine nachträgliche Sichtung und ggf. dauerhafte Sicherung der Bilder problemlos möglich ist. Aus diesem Grund verlieren Verdachtstaster zunehmend an praktischer Bedeutung.